# 신정치
신정치(申正治, 1942년 10월 25일 ~ )는 서울가정법원과 서울고등법원의 법원장을 지낸 법조인이다. 지난날 부산지방법원 예하 판사 등을 지냈다.

## 생애
전라북도 정읍에서 태어난 그는 1961년 고려대학교 법과대학 법학과에 입학을 하였으며 고려대학교 법과대학에 재학 중이던 1969년 10월 제10회 사법시험에서 수석 합격한 뒤에 행복의 본질이 무엇인가를 다룬 《행복론》을 저술했다. 1970년 고려대학교 법과대학 법학과에서 학사 학위를 취득하였고 1971년에 부산지방법원 판사로 임용되어 서울형사지방법원과 서울민사지방법원 등에서 판사 생활을 했지만 1979년에 사직하여 2년동안 변호사를 하다가 다시 복직했다. 1984년 대법원 재판연구관을 거쳐 1993년 서울고등법원 대구고등법원 등에서 부장판사를 지냈다. 2000년에 대전지방법원장이 되었으며 2001년 서울가정법원과 대전고등법원 서울고등법원에서의 법원장을 하였다. 서울고등법원장에 재직 중이던 2003년 2월에 대법원장에 의해 신임 중앙선관위원으로 지명됐다. 이를 끝으로 공직에서 물러나 변호사 사무소를 개업했다.
서울고등법원 부장판사에 재직 중이던 2000년에 특진수술의사가 직접 수술을 하지 않고 특진료를받는 것은 사기죄에 해당한다는 취지의 판결하여 사회적으로 논란을 일으켰다.

## 주요 판결
서울형사지방법원 항소2부 재판장으로 재직하던 1991년 3월 14일 한성대학교 입시 부정 사건과 관련하여 업무방해로 구속되어 1심에서 징역1년~1년6월을 선고받은 대학 재단 이사장 등 학교 간부 3명에게 모두 징역1년 집행유예2년을 선고했다. 6월 4일 1985년 대한민국 제12대 국회의원 선거에서 전국구 후보로 지명해달라고 당직자에게 1억원을 준 혐의로 불구속기소된 신민당 이동근의원(당시 민한당)에 대해 원심대로 벌금 500만월을 선고하고 돈을 받은 당시 민한당 사무차장에 대해 징역형을 선고한 원심을 깨고 벌금 500만원 추징금 1억원을 선고했다. 6월 16일 서울대 서울사회과학연구소 사건으로 기소된 연구소 운영위원장에 대해 "신식민지 국가독점자본주의론은 사회주의를 지향한다는 점에서 북한의 식민지 반봉건사회론과 같은 이론이며 사회주의 건설의 신념을 갖는 것은 사상의 자유로서 처벌할 수 없지만 이를 선전선동하는 것은 실정법의 제한을 받아야 한다"며 이적표현물 제작, 반포 혐의로 원심대로 징역1년 자격정지1년 집행유예2년을 선고했으며 9월 3일 백화점 사기 세일 사건과 관련해 6개 대형 백화점 관계자에 대해 "백화점이 실질적으로 정상가격으로 판매하면서도 할인판매하는 것처럼 가격을 허위로 표시해 변칙 세일행위는 형법상 사기죄의 구성요건인 기망(속임수)에 해당하지 않고 백화점 중간 관리자로서 업무를 수행하기 위한 과정에 관여했을뿐 개인의 이익을 위해 변칙 세일을 한 것이 아니다"는 이유로 원심대로 무죄를 선고했지만 대법원에서 유죄 취지로 파기되었다. 12월 2일에는 경찰 조사 과정에서 수배 사실이 드러날까봐 타인의 운전면허증을 제시한 혐의로 1심에서 징역2년을 선고받은 피고인에 대해 "자신의 신분을 속이기 위해 타인의 운전면허증을 제시했더라도 이를 공문서 부정 사용행위로 볼 수 없다"며 무죄를 선고했다.
서울고등법원 형사4부 재판장으로 재직하던 1993년 12월 15일 통일민주당 창당 방해하고 일해재단 영빈관 건립 과정에서 부당한 압력을 행사하여 구속되어 1심에서 징역1년6월을 장세동과 징역2년이 선고된 이택돈에게 각각 징역1년6월을 선고하면서 장세동의 공소사실 가운데 대통령 경호실법(직권남용) 위반에 대해서는 "일해재단 영빈관 건립 당시 관계자들에게 부당한 압력을 넣었다는 증거가 없다"는 이유로 무죄를 선고하면서 구금일수가 1년7개월인 장세동에 대해 구속집행정지 결정을 했다.
1994년 1월 28일 동화은행 비자금 조성 사건으로 구속되어 1심에서 징역5년을 선고받은 전 동화은행장 안영모에게 특정경제범죄 가중처벌에 관한 법률위반(횡령)으로 징역2년6월 집행유예4년 추징금 8천만원을 선고하면서 안영모로부터 2억1천만원의
뇌물을 받은 김종인에 대해 "수사기관에 자진 출두해 금품을 받은 사실을 자백했다"는 이유로 징역2년6월 집행유예4년 추징금 2억1천만원을 선고했다.  2월 18일 17억여원의 조세포탈하여 1심에서 징역2년6월 벌금 40억원이 선고된 슬롯머신 업자 정덕진에 대해 항소를 기각했다. 2월 25일 율곡사업으로 1억8천만원의 뇌물을 받아 1심에서 징역3년을 선고받은 이종구에게 징역3년 집행유예4년 추징금 1억8천만원을 선고했다. 2월 21일 북한을 다섯 차례 방문하고 통일전선부 등으로부터 공작금 25만달러를 받아 구속되어 1심에서 징역8년 자격정지8년을 선고받은 황석영에 대해 징역6년 자격정지6년을 선고하면서 북한 서재골 초대소에서 남한에는 1000여개의 핵이 배치되어 있다고 발언하여 1심에서 국가기밀 누설죄를 적용된 것에 대해 "외신과 국내언론을 통해 얻은 정부를 밝힌 것"이라며 무죄를 선고했다. 3월 11일 인천 올림푸스호텔 카지노 탈세 사건으로 구속되어 1심에서 징역2년 선고받은 유화열에게 징역2년 집행유예3년 벌금10억원을 선고했다. 4월 15일 대한민국 제14대 국회의원 선거에서 상대 후보를 비방하여 1심에서 벌금 80만원을 선고받은 민자당 박범진 의원에게 원심대로 80만원을 선고했다. 4월 29일 4차례 절도로
합계 5년6월의 실형을 선고받고 9개월만에 다시 동종 절도범죄를 저질러 특가법 절도 혐의로 구속되어 1심에서 징역2년과 보호감호 처분을 받은 피고인에 대해 "재범의 위험성이 있다고 보기 어렵다"며 원심파기했다. 5월 25일 레저회사를 인수한 뒤 인수대금 200억원을 지불하지 않아 구속되어 1심에서 징역4년을 선고받은 건국대 재단 명예 이사장에 대해 "회사 양도계약을 하면서 계약서를 쓰지 않고 구두계약만 했다는 점은 통상적인 거래관행상 납득하기 어렵다 인수 계약 자체가 성립했다고 볼 수 없는 만큼 인수대금을 지불하지 않은 것이 사기죄가 될 수 없다"며 무죄를 선고했다. 6월 1일 남한사회주의노동자동맹 계열의 남한사회주의과학원 사건으로 구속되어 1심에서 징역2년6월 집행유예3년을 선고받은 전 울산대 교수 조국에게 반국가단체 가입죄를 적용한 원심을 깨고 이적단체 가입죄를 적용해 징역1년 집행유예2년을 선고했다.
1988년 9월 안양시로부터 체비지 847평을 불하받은 건설업자가 이후 상가 건물을 지을 때 공사계약 등에 편의제공하기로 하고 150평을 원가인 9500만원에 산 안양시 회계과장, 전 안양시 회계과 용도계장은 이후 건설업자에게 5억원에 되팔아 4억500만원의 이익을 챙긴 혐의로 구속되어 유죄를 선고한 원심을 깨고 무죄를 선고했으나 대법원에서 "사람의 욕망을 충족시키는 일체의 유무형이익도 뇌물에 해당한다"며 유죄 취지로 파기환송했다.